# Хвалынский уезд
Хвалынский уезд — административно-территориальная единица Саратовского наместничества и Саратовской губернии, существовавшая в 1780—1923 годах. Уездный город — Хвалынск. 

## Географическое положение
Уезд располагался на северо-востоке Саратовской губернии, граничил по реке Волга с Самарской губернией и Симбирской губернией. Площадь уезда составляла в 1897 году 5 525,6 верст² (6 288 км²).

## История
Уезд образован в 1780 году в составе Саратовского наместничества в результате реформы Екатерины Великой. С декабря 1796 по март 1797 – в составе Пензенской губернии. 
В 1835 году заволжская часть уезда вошла в состав вновь образованного Николаевского уезда.
По декрету ВЦИК от 12 ноября 1923 года Хвалынский уезд был упразднён. Его территория отошла в состав Вольского (12 волостей) и Кузнецкого (8 волостей) уездов Саратовской губернии.

## Население
По данным переписи 1897 года в уезде проживало 192 718 чел. В том числе русские – 56%, татары – 20,5%, мордва – 20,3%. В Хвалынске проживало 15 127 чел.

## Административное деление
В 1890 году в состав уезда входило 28 волостей:
| № п/п | Волость               | Волостное правление   | Число селений | Население |
| ----- | --------------------- | --------------------- | ------------- | --------- |
| 1     | Адоевщинская          | с. Адоевщина          | 3             | 5181      |
| 2     | Акатно-Мазинская      | с. Акатная Маза       | 4             | 3712      |
| 3     | Алексеевская          | с. Алексеевка         | 5             | 6038      |
| 4     | Апалихинская          | с. Апалиха            | 2             | 7220      |
| 5     | Барановская           | с. Барановка          | 11            | 10264     |
| 6     | Безобразовская        | с. Безобразовка       | 7             | 6074      |
| 7     | Горюшинская           | с. Горюши             | 5             | 6392      |
| 8     | Дворянско-Терешанская | с. Дворянская Терешка | 9             | 6459      |
| 9     | Елшанская             | с. Елшанка            | 3             | 7438      |
| 10    | Ново-Спасская         | с. Ново-Спасское      | 9             | 7005      |
| 11    | Павловская            | с. Павловка           | 3             | 4580      |
| 12    | Покурлеевская         | с. Покурлей           | 1             | 3372      |
| 13    | Посельская            | с. Поселки            | 7             | 6173      |
| 14    | Самодуровская         | с. Самодуровка        | 1             | 2862      |
| 15    | Селитьбинская         | с. Селитьба           | 4             | 6053      |
| 16    | Сосново-Мазинская     | с. Сосновая Маза      | 3             | 3841      |
| 17    | Средне-Терешинская    | с. Средняя Терешка    | 5             | 6607      |
| 18    | Старо-Атлашинская     | с. Старый Атлаш       | 2             | 2955      |
| 19    | Старо-Кулаткинская    | с. Старая Кулатка     | 6             | 9599      |
| 20    | Старо-Лебежайская     | с. Старая Лебежайка   | 7             | 9999      |
| 21    | Старо-Пичеурская      | с. Старый Пичеур      | 8             | 8498      |
| 22    | Старо-Чирковская      | с. Старое Чирково     | 5             | 4167      |
| 23    | Сухо-Терешанская      | с. Сухая Терешка      | 8             | 3801      |
| 24    | Фёдоровская           | с. Федоровка          | 5             | 4825      |
| 25    | Шалкинская            | с. Шалкино            | 3             | 10314     |
| 26    | Шаховская             | с. Шаховское          | 3             | 5137      |
| 27    | Шиковская             | с. Шиковка            | 3             | 6555      |
| 28    | Широко-Буеракская     | с. Широкий Буерак     | 2             | 5575      |

По состоянию на 1913 год в уезде было 29 волостей, образована Ново-Зимницкая волость (с. Новые Зимницы).

## Известные уроженцы
Захаров Сергей Иванович (1919—1986) — советский писатель, журналист, член Союза журналистов СССР. Участник Великой Отечественной войны.